# نيوبات
النيوبات هي أملاح أكسجينية لعنصر النيوبيوم Nb، وتوجد منها أشكال مختلفة منها أملاح ميتّا −NbO3 وأورثو 3−NbO4.
من مركبات النيوبات الشائعة كل من نيوبات الليثيوم LiNbO3 ونيوبات البوتاسيوم KNbO3.

## التفاعلات
تحضر هذه الأملاح من تفاعل أكسيد النيوبيوم الخماسي مع مركبات الأكسيد أو الهيدروكسيد أو الكربونات الموافقة.
{\displaystyle {\ce {Li2CO3 + Nb2O5 -> 2 LiNbO3 + CO2}}}
كما يتفاعل أكسيد اللانثانيد مع خماسي أكسيد النيوبيوم ليشكل أورثونيوبات اللانثانيد:
{\displaystyle {\ce {Ln2O3 + Nb2O5 -> 2 LnNbO4}}}